# Персей (митология)
Вижте пояснителната страница за други значения на Персей.
Персей (на гръцки: Περσεύς; на латински: Perseus) е герой от древногръцката митология, син на Даная, дъщеря на цар Акрисий от Аргос и на бога-гръмовержец Зевс. Известен е с многото си подвизи, най-известните от които са убийството на горгоната Медуза и спасяването на девойката Андромеда от морското чудовище, изпратено от бог Посейдон, за да накаже нейната майка царица Касиопея за претенциите й, че надминава по хубост морските нимфи-нереиди.
По една или друга причина героят е подпомаган от редица божества, сред които изпъкват Атина Палада, вестителят на боговете Хермес и стародавните Граи. Легендата за Персей гласи, че е бил любимец на боговете и че след смъртта му те го пренасят на звездното небе, където се превръща в съзвездието Персей, за да е пред погледа на човечеството за вечни времена.

## Изобразяване
Най-често Персей е изобразяван с вдигнат меч и с главата на Медуза в ръка. Образът му е в центъра на много литературни, художествени и театрални творби. Един от гениалните късноренесансови художници – Тициан, рисува няколко картини на тема „Даная и златният дъжд“, описващи митичното зачатие на героя, което според легендата се случва, докато принцесата се намира в в кула, където е затворена от баща си именно за да се избегне забременяването й. Причината е предсказание, получено от Акрисий, че ще остане без мъжки наследник, освен внука си, който ще го убие. Все пак някой се вмъква в килията на момичето, а именно богът на гръмотевиците Зевс, преобразен в златен дъжд, обладава я и плодът на връзката им е момче - Персей. Царят не се решава да убие направо нито детето, нито майката, вместо това ги затваря в сандък и го оставя на произвола на морските вълни. Така те се озовават на Цикладските острови, където са приютени от велможата Диктис от остров Серифос. На по-късен етап старецът, който не може да избяга от съдбата си (в стила на гръцките трагедии), наистина е убит от Персей, но напълно случайно, като е уцелен от него с диск по време на лекоатлетическо състезание.

Диктис има брат на име Полидект - местният цар - който се влюбва в Даная и за да се отърве от младежа, който му пречи да я ухажва, го праща да убие ужасяващата горгона Медуза. Този мотив е също е интерпретиран от някои ренесансови художници, като Леонардо да Винчи и Караваджо. Разположената на един от площадите във Флоренция, Италия, скулптура на Персей, държащ главата на горгоната в ръка и без да я гледа в лицето, е дело на Бенвенуто Челини, докато друга статуя, на която погледите им като че ли се срещат е изваяна от Антонио Канова и се пази във Ватикана. От своя страна Рубенс има няколко версии на мотива „Персей и Андромеда“. На връщане от победоносното си пътуване Персей попада на завързаната за скала девойка Андромеда, която успява да отърве от съществото Кетос, а по-късно - и да я отвлече от планираната й от по-рано сватба и да се ожени за нея.
Някои от мотивите, свързани с подвизите на Персей получават допълнително развитие в по-ново време, което са нямали или което е било пренебрегвано като възможност и рядко изобразявано в Древността. Един от тях е неговото летене на гърба на вълшебния кон Пегас. Поначало в античните версии героят ползва друго магическо средство за това - летящите сандали на бог Хермес, с които той му услужва. Персей отначало е представян обикновено само като свидетел на раждането на Пегас (превърнал се в символ на поетическото вдъхновение и творчеството), който се появява от обезглавената Медуза, заедно с могъщ воин на име Хризаор. Според старогръцката митология Пегас е даден от боговете на друг герой – Белерофонт, който убива с негова помощ чудовището Химера. Но в ред произведения от времената на Барока и Романтизма Персей е този, който го язди. Сред известните художници, изобразявали го така отново е Рубенс. Свързана с полета на Персей е и легендарната случка, обясняваща "появата" на Атласките планини. Тя е свързана с мита за градината на Хесперидите, отначало стопанисвана от титана Атлас. Завръщащият се с главата на Медуза, пъхната в торба, герой прелита край градината и иска да поспре да си почине там, но Атлас, предупреден от Темида, се бои за скъпоценните златни ябълки на богинята Хера и се опитва да го изгони. За отмъщение Персей го вкаменява (това е ефектът от поглеждането в лицето на горгона, но той самият избягва това, като гледа не нея, а отражението й в щита си, докато я напада), с което го превръща в планинска верига, "крепяща небето над земята" - което е и службата отредена му от Зевс след титаномахията.

Сред най-новите трактовки на митологията около Персей е поредицата книги (автор - Рик Риърдън) и филми за Пърси Джаксън, син на Посейдон/Нептун и смъртна жена.

## Персей - цар
След завръщането си на остров Серифос, Персей вкаменява и царя му Полидект, като му показва главата на Медуза и поставя за управител на острова, човека, който го е отгледал – Диктис. После дава трофея си, главата на Медуза на богинята Атина, която я вгражда в своята егида. Отива в Аргос, но не успява да се срещне с Акрисий, който го избягва (защото според Делфийския оракул ще бъде убит от внука си, т.е. - от Персей). Накрая все пак героят убива дядо си, но не задържа властта над полиса, а приема тази над град Тиринт, в Аргос пък се настанява роднината му Мегапент, с когото се разменят. Като владетел на Тиринт, Персей се отдава на строителна дейност - укрепва Мидея, както и Микена (според пътешественика Павзаний, той е и основателят на този град – по неговия израз „това е известно на всички елини“). Според различни версии, Персей е основал Микена, след като загубил из тези земи накрайника (микес) на меча си или след като намерил там гъба (микес) и пил вода от нея.
Междувременно Андромеда ражда от него децата му Електрион, Алкей и Стенел,  а вероятно и Перс, Нелей, Местор и Горгофона. Негови потомци са и Херакъл/Херкулес и Евристей - по-късните съперници за господство над полуостров Пелопонес.
Враждата между семействата на Прет и Акрисий кулминира с убийството на Персей от Мегапент, който сам му отмъщава за убийството на баща си.